# هربرت جی. لدر
هربرت جی. لدر (انگلیسی: Herbert J. Leder) (زاده ۱۹۲۲ - درگذشته ۱۹۸۳) کارگردان، فیلم‌نامه‌نویس و تهیه‌کننده اهل ایالات متحده آمریکا بوده است.
وی کارگردان فیلم‌هایی همچون پریتی آرتور فلوید بوده است.